# العلاقات العمانية الكيريباتية
العلاقات العمانية الكيريباتية هي العلاقات الثنائية التي تجمع بين سلطنة عمان وكيريباتي.

## مقارنة بين البلدين
هذه مقارنة عامة ومرجعية للدولتين:
| وجه المقارنة                                              | سلطنة عمان    | كيريباتي                        |
| --------------------------------------------------------- | ------------- | ------------------------------- |
| المساحة (كم2)                                             | 309.50 ألف    | 811                             |
| عدد السكان (نسمة)                                         | 4.64 مليون    | 116.40 ألف                      |
| الكثافة السكانية (ن./كم²)                                 | 14.99         | 14.35 ألف                       |
| العاصمة                                                   | مسقط          | جنوب تاراوا                     |
| اللغة الرسمية                                             | اللغة العربية | لغة إنجليزية، اللغة الكيريباتية |
| العملة                                                    | ريال عماني    | دولار كريباتي، دولار أسترالي    |
| الناتج المحلي الإجمالي (بليون دولار)                      | 72.64 مليار   | 196.15 مليون                    |
| الناتج المحلي الإجمالي (تعادل القوة الشرائية) بليون دولار | 179.49 مليار  | 224.26 مليون                    |
| الناتج المحلي الإجمالي الاسمي للفرد دولار أمريكي          | 15.55 ألف     | 1.42 ألف                        |
| الناتج المحلي الإجمالي للفرد دولار أمريكي                 | 38.63 ألف     | 1.81 ألف                        |
| مؤشر التنمية البشرية                                      | 0.793         | 0.590                           |
| رمز المكالمات الدولي                                      | +968          | +686                            |
| رمز الإنترنت                                              | عمان          | .ki                             |
| المنطقة الزمنية                                           | ت ع م+04:00   |                                 |

## منظمات دولية مشتركة
يشترك البلدان في عضوية مجموعة من المنظمات الدولية، منها:
| علم المنظمة | اسم المنظمة                   | تاريخ انضمام سلطنة عمان | تاريخ انضمام كيريباتي |
| ----------- | ----------------------------- | ----------------------- | --------------------- |
|             | منظمة حظر الأسلحة الكيميائية  | ?                       | ?                     |
|             | الأمم المتحدة                 | 7 أكتوبر 1971           | 14 سبتمبر 1999        |
|             | مؤسسة التمويل الدولية         | 1973                    | 2 أكتوبر 1986         |
|             | يونسكو                        | 10 فبراير 1972          | 24 أكتوبر 1989        |
|             | مؤسسة التنمية الدولية         | 1973                    | 2 أكتوبر 1986         |
|             | البنك الدولي للإنشاء والتعمير | 1971                    | 29 سبتمبر 1986        |
|             | الاتحاد البريدي العالمي       | ?                       | ?                     |
|             | الاتحاد الدولي للاتصالات      | 28 أبريل 1972           | 3 نوفمبر 1986         |

## وصلات خارجية
- موقع وزارة الخارجية العمانية